# Rabszolgahangya
A rabszolgahangya (Formica (Serviformica)) a  vöröshangya (Formica) hangyanem egyik alneme a 2020-as évekig 21 leírt fajjal.

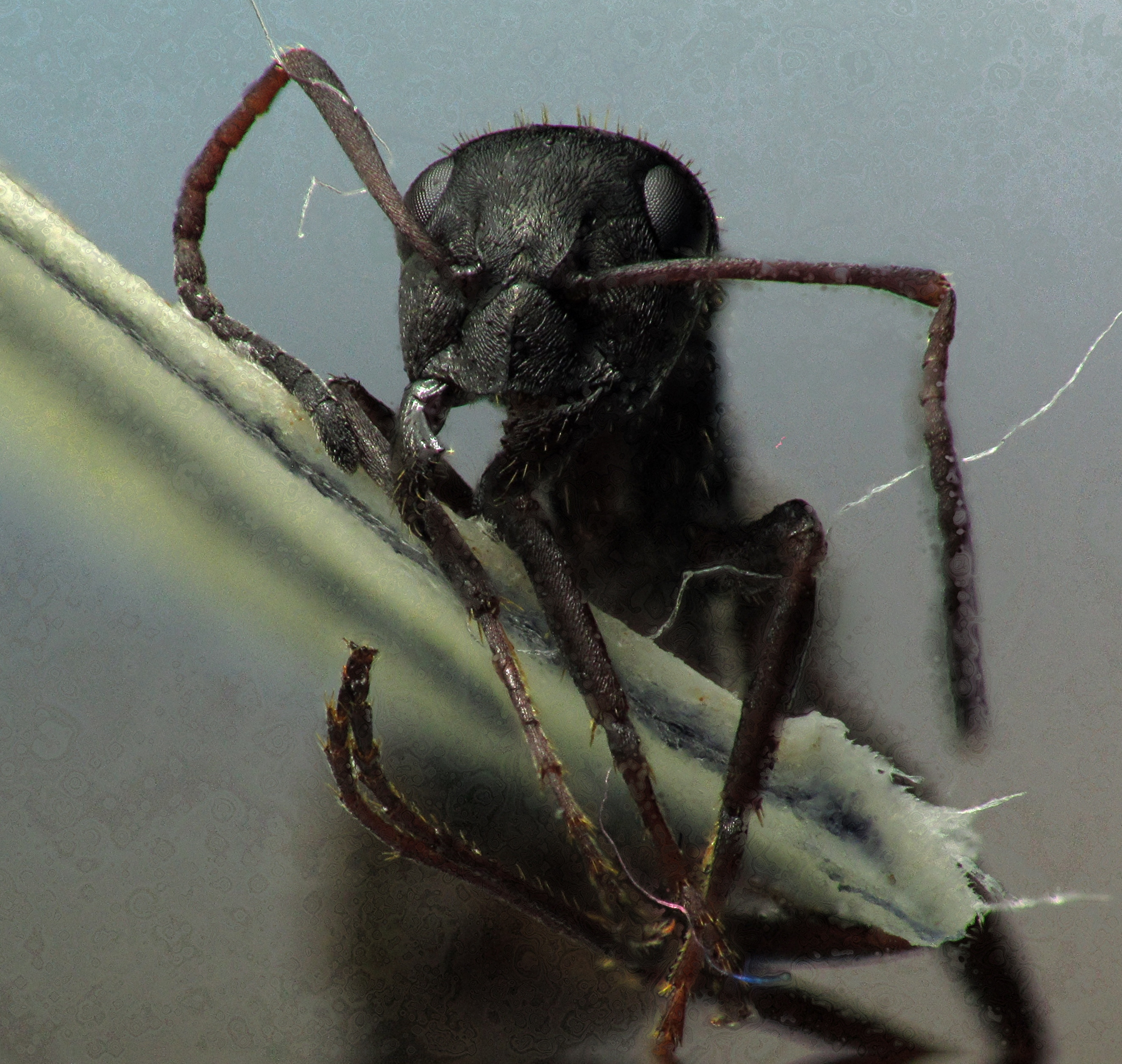
Hamvas rabszolgahangya (Formica cinerea) dolgozó feje

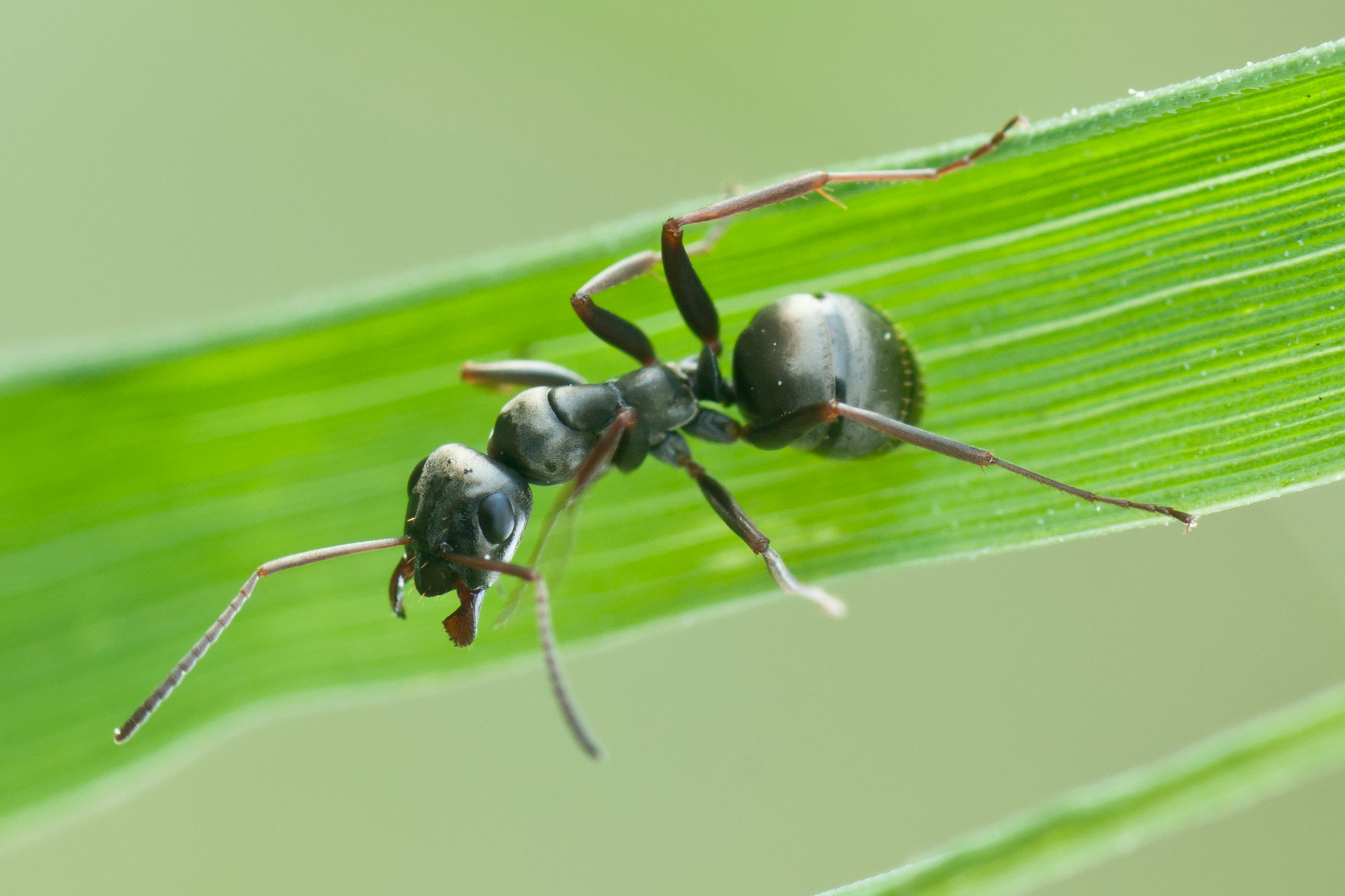
Kormos rabszolgahangya (Formica fusca) dolgozója

## Származása, elterjedése
Kozmopolita alnem. Fajai a sarkvidékek kivételével az összes nagyobb szárazföldön megtalálhatók. Magyarországon 8 faja él:
- hamvas rabszolgahangya (Formica cinerea)
- pusztai rabszolgahangya (Formica clara)
- gyakori rabszolgahangya (Formica cunicularia)
- kormos rabszolgahangya (Formica fusca)
- fakó rabszolgahangya (Formica fuscocinere)
- szurkos rabszolgahangya (Formica gagates)
- hegyi rabszolgahangya (Formica lemani)

- vörös rabszolgahangya (Formica rufibarbis)

## Életmódja, élőhelye
Ragadozó, de a mézharmatot se veti meg. Szubmisszív természetű, tehát se területét, se táplálékforrását nem védi. Igénytelen, élőhelyein a hangyák hierarchiájának alján foglal helyet (Maák). Dolgozói magányosan bóklásznak, és ha találnak ennivalót, rohannak vele haza.
Nevét arról kapta, hogy sok szociálparazita faj használja rabszolgának. Bár közönséges fajok, a frissen párosodott királynőikbe nehéz belefutni. Bolyai többkirálynősek és gyorsan gyarapodnak, amire nagy szüksége is van a rabszolgatartó fajok rablóhadjáratai miatt (Tartally).
Fészkeit gyakran a territoriális fajok fészkeihez közel rendezi be, ugyanis ezek gyakran elhárítják, visszaverik a rablóhadjáratra induló rabszolgatartó fajok támadásait (Maák, p.6.).